# Мадаба
Мадаба (араб. مادبا), у Старому Заповіті також Медва́ — місто на заході Йорданії, центр однойменної провінції. Відоме своїми добре збереженими пам'ятками візантійської та омеядської доби, зокрема Мадабською картою. 

## Історія
Вперше Мадаба згадується в Біблії за часів Виходу (близько 1200 років до н. е.). У східній частині міста було знайдено поховання, що відноситься до цього періоду.
В Біблії Мадаба згадується як одне з міст рівнини країни Моав, яке підкорене племенами ізраїльтян. Згідно з літописом Меши (короля моавитян), місто було звільнене моавським царем приблизно в середині 9 ст. до н. е. Мадаба вступила в конфлікт з Маккавеями, і Йоханан Гіркан захопив місто після довгої облоги. Пізніше Гіркан II пообіцяв повернути Мадабу в числі інших міст цього регіону набатейському королю Ареті III, правлячому Петрою, в обмін на допомогу у війні проти свого брата Аристобула. Знайдені письмові джерела дозволяють припускати, що Мадаба залишалася під володінням набатейців до тих пір, поки весь регіон не був приєднаний до Римської провінції Аравія в 106 році н. е.
При римлянах Мадаба перетворилася в звичайне провінційне містечко з колонадами, витонченими храмами та іншими будівлями, великими резервуарами з водою і міською стіною. Мадаба процвітала протягом VIII ст. і навіть довше. Про це можна судити за датою мозаїчної підлоги в церкві — 767 рік. Сліди перебування римлян — довгі ділянки мощених вулиць — можна побачити в мадабському Археологічному парку.
У 746 році місто було зруйноване землетрусом. Тільки в 1880 році християни розчистили руїни і відновили місто.

## Визначні місця

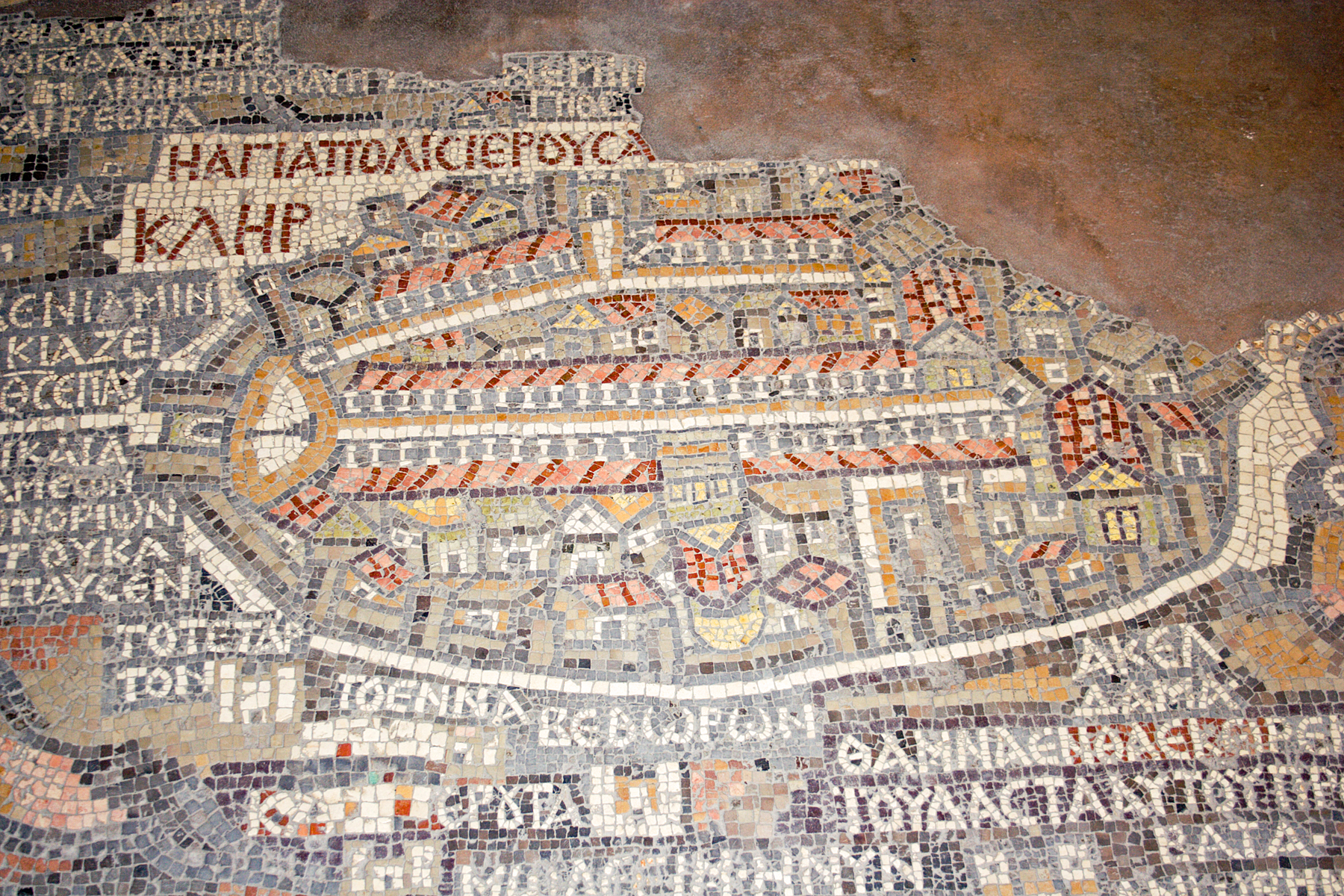
Мадабська карта

Починаючи з IV століття в місті будувалися християнські культові споруди, прекрасні мозаїки з яких склали славу Мадаби. Найвідомішим із знайдених тут панно є мозаїчна карта Святої Землі (VI ст., початкові розміри 25 на 5 м.), що зображає територію від фінікійського міста Тір (Ліван) до дельти Нілу в Єгипті (в центрі — Єрусалим з плануванням того часу). У наш час карта знаходиться в чинній православній церкви Св. Георгія (1884), яка побудована над залишками візантійської церкви. У місті є ще цілий ряд добре збережених мозаїчних підлог і панно (частина х них зберігається в будинках місцевих жителів), собор Голови Іоанна Хрестителя, церква Пророків (578 рік), Археологічний парк (в ньому розташовані храм Діви Марії (VI ст.), римська Зала Іполіта (VI ст.), Форум, колонади Кардо Максимус і храм Святого Іллі (IV ст.)), археологічний музей тощо.

## Міста-побратими
- Вифлеєм, Палестина
- Дентон, Техас, США